# Astrohippus
Astrohippus є вимерлим представником триби Equini, того самого, яка містить єдиний живий рід непарнопалих Equus. Викопні рештки були знайдені в центральній частині США, Флориді та мексиканських штатах Чіуауа, Халіско та Гуанахуато. Скам'янілості датуються в часі від найдавнішого, що датується барстовським періодом у міоцені, до наймолодшого, датованого гемфілською фауністичною стадією раннього пліоцену.
Виходячи з вивчення морфології зубів, вважається малоймовірним, що Astrohippus може бути предком сучасних коней, а найбільш імовірним предком Astrohippus є Pliohippus.
Вид Astrohippus ansae був спочатку описаний В. Д. Метью та Р. А. Стиртоном на основі кількох щічних зубів, знайдених у кар’єрі Coffee Ranch, Hemphill County, Texas. У цьому кар’єрі знайшли останки шести інших родів непарнопалих, включаючи Dinohippus і Nannippus. Astrohippus stockii був описаний Дж. Ф. Ленсом у 1950 році як Pliohippus stockii з місця Єпомера в Чіуауа, Мексика. Вид був перенесений до Astrohippus через п'ять років Куїном. Вид Astrohippus albidens був названий О. Мозером у 1965 році з Мексики, таксон був переназначений до роду Dinohippus у 1988 році Т. С. Келлі та Е. Б. Ландером. У 1998 році Т. С. Келлі об’єднав A. stockii і A. albidens, причому старіша назва A. stockii була збережена, а A. albidens став молодшим синонімом.
У 1973 році О. Музер повідомив, що обидва види Astrohippus зустрічаються в місцевій фауні Окоте в Гуанахуато, Мексика.